# Coenosia fumipennis
Coenosia fumipennis är en tvåvingeart som beskrevs av Huckett 1934. Coenosia fumipennis ingår i släktet Coenosia och familjen husflugor.
Artens utbredningsområde är Michigan. Inga underarter finns listade i Catalogue of Life.